# Ferraz de Vasconcelos
Pour les articles homonymes, voir Ferraz et De Vasconcelos.
 (septembre 2024).
Si vous disposez d'ouvrages ou d'articles de référence ou si vous connaissez des sites web de qualité traitant du thème abordé ici, merci de compléter l'article en donnant les références utiles à sa vérifiabilité et en les liant à la section « Notes et références ».
Ferraz de Vasconcelos est une ville brésilienne de l'État de São Paulo. Sa population était estimée à 180 326 habitants en 2013. La municipalité s'étend sur 30 km2.

## Démographie
Sa population était estimée à 180 326 habitants en avril 2013. La municipalité s'étend sur plus de 30 km2. La densité y est donc de 5997 habitants/km².
La population totale de l'agglomération est de 21 140 573 habitants.

## Toponyme
Production Polo Italie raisin au Brésil, la ville est un pionnier dans la culture de fruits. Les premiers plants atteignent les mains d'immigrants italiens qui fixer sur place. Avec la venue de l'agriculture japonaise devient la principale source économique. Aujourd'hui, la mairie et les bâtiments publics de la ville sont baptisés Palais de raisin Italie.

### Histoire et de l'information
L'histoire de la fondation de la ville de Ferraz de Vasconcelos n'est pas très différent des autres villes de São Paulo, au Brésil, qui a fait ses débuts avec les immigrants.
Ferraz de Vasconcelos est une ville fondée par des Italiens Helmuth Hans Hermann et Henry Louis Baxmann Kaesemodel. Il a été construit sur un terrain plein de rides, la plupart des habitants concentrés dans et autour du Centre. Cependant, une partie de la population vit dans les régions éloignées.
Un Quartier Ville Tanquinho, ont passé leurs entourages se félicitent de l'ancienne capitale du Brésil, Rio de Janeiro, où l'empereur Dom Pedro I du Brésil a dormi dans une maison en Tanquinho le jour 23 à jour 24 août 1822 lors de son voyage à la ville de São Paulo, où le 7 septembre déclarer l'indépendance du Brésil.
Les limites sont Poa et Suzano est São Paulo à l'ouest, Maua sud-ouest Ribeirão Pires et du sud Itaquaquecetuba au nord .

## Tourisme
Ferraz n'a pas un grand potentiel touristique, mais a de grandes manifestations qui attirent de nombreux touristes à la ville:
- Le Championnat planche à roulettes: Chaque année a lieu au Convention Center de Ferraz une compétition de Skate concours où les pratiquants amateurs de la région;

- Le Petit Château: Construit en 1948 par l'Allemand Arthur Zenker, est en cours de restauration. Le musée sera installé dans la commune et une bibliothèque;

- Fête du Raisin: Se produit entre le premier et le deuxième trimestre de l'année, l'objectif actuel du festival est de promouvoir Présentations artistes et célèbre parc d'attractions;

- Église de Notre-Dame de la Paix: Église traditionnelle de Ferraz de Vasconcelos, la plupart baptisé dans la commune sont maintenus en place;

- Vigne Ferraz: C'est la plus grande vigne Brésil, a 40 mètres et 105 greffes de différentes variétés de Italie raisin;

- Stade municipal Clemente Belarmino: Chaque année, nous célébrons l'anniversaire de la ville au départ de joueurs établis dans l'ensemble du pays;

- Défilé du 14 octobre: Anniversaire de la municipalité.

### Maires
| Période | Période | Identité        | Étiquette | Qualité |
| ------- | ------- | --------------- | --------- | ------- |
| 2005    | 2012    | Jorge Abissamra | PSB       |         |